# Yanar Dag

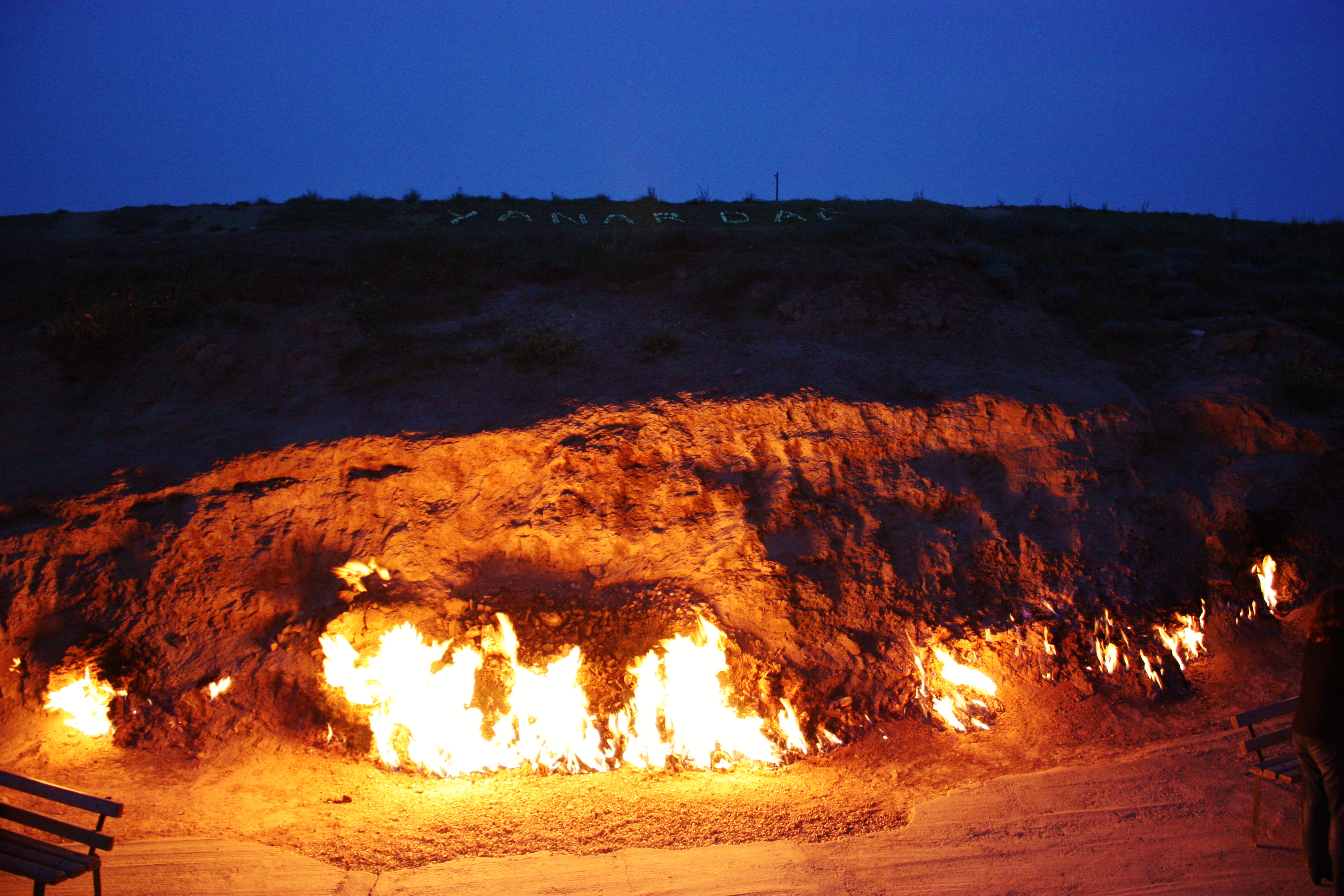
Veduta notturna di Yanar Dag

Lo Yanar Dağ (termine in lingua azera per «montagna che brucia») è una piccola altura della Penisola di Abşeron in Azerbaigian, circa 25 km a nord est della capitale Baku, famosa per un fuoco che arde incessantemente dagli anni cinquanta lungo il fianco della collina. Le fiamme possono raggiungere i 3 metri di altezza e sono dovute al gas naturale che fuoriesce costantemente dal sottile strato di arenaria porosa sottostante. 
La sua spettacolarità, in particolare nelle ore notturne, e la sua vicinanza alla capitale hanno fatto sì che diventasse un'attrazione turistica.

## Descrizione

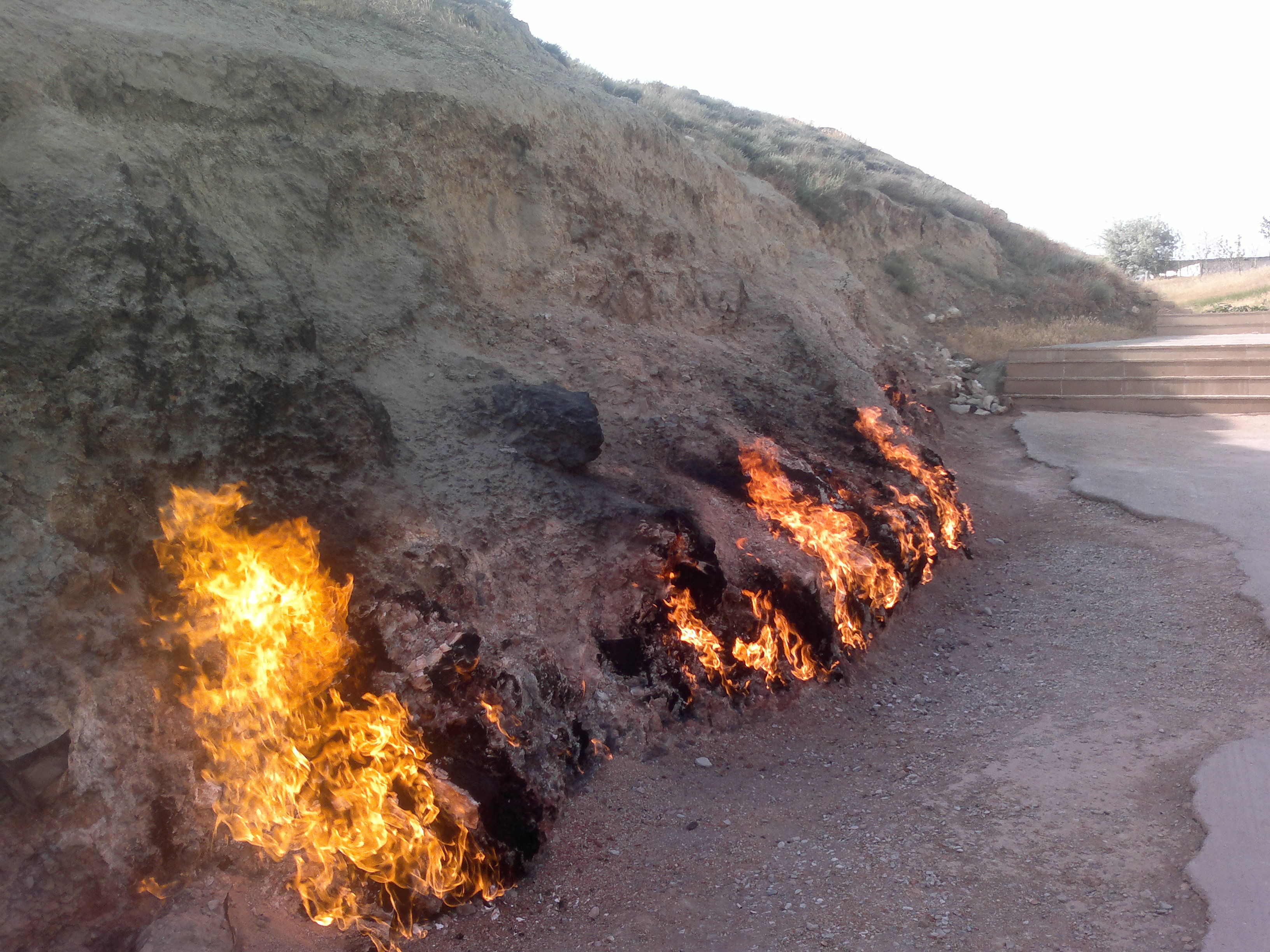
Lo Yanar Dag durante il giorno

Lo Yanar Dağ è una collina alta circa 116 metri situata sulla Penisola di Abşeron una lingua di terra lunga 60 chilometri e larga fino ad un massimo di 30 affacciata sul Mar Caspio, che ospita la capitale Baku e la sua area metropolitana.

Il fuoco fuoriesce da una spaccatura lunga 10 metri situata lungo il fianco della collina e le fiamme possono raggiungere i tre metri di altezza. Secondo gli abitanti del luogo l'incendio è stato appiccato accidentalmente negli anni '50 da un pastore che si era acceso una sigaretta, e da allora arde in modo continuo, con qualunque condizione meteo. Neanche la pioggia o i forti venti della regione sono in grado di estinguerlo.
Nell'aria intorno alla spaccatura si può avvertire un forte odore di gas causato dalle esalazioni sulfuree. Nella zona intorno alla collina si trovano anche alcune sorgenti la cui acqua è talmente satura di zolfo che, se innescata con un fiammifero, inizia ad ardere. Queste sorgenti sono conosciute come Yanar Bulaq, ossia «sorgenti che bruciano» e, secondo gli abitanti del luogo, sono dotate di proprietà curative.
La vicinanza del sito a Baku e la sua spettacolarità, in particolare durante le ore notturne, hanno fatto sì che negli ultimi anni lo Yanar Dağ diventasse un'attrazione turistica e una meta di pellegrinaggio da parte della popolazione azera, ma anche di stranieri provenienti perlopiù da India e Iran. Il luogo è inoltre un'area protetta dallo Stato e la scoperta da parte dell'Istituto di Archeologia ed Etnografia dell'Accademia Nazionale delle Scienze dell'Azerbaigian di due colline utilizzate come luogo di sepoltura situate nelle sue vicinanze, fa pensare che il sito fosse considerato sacro già in epoche passate.

## Contesto storico

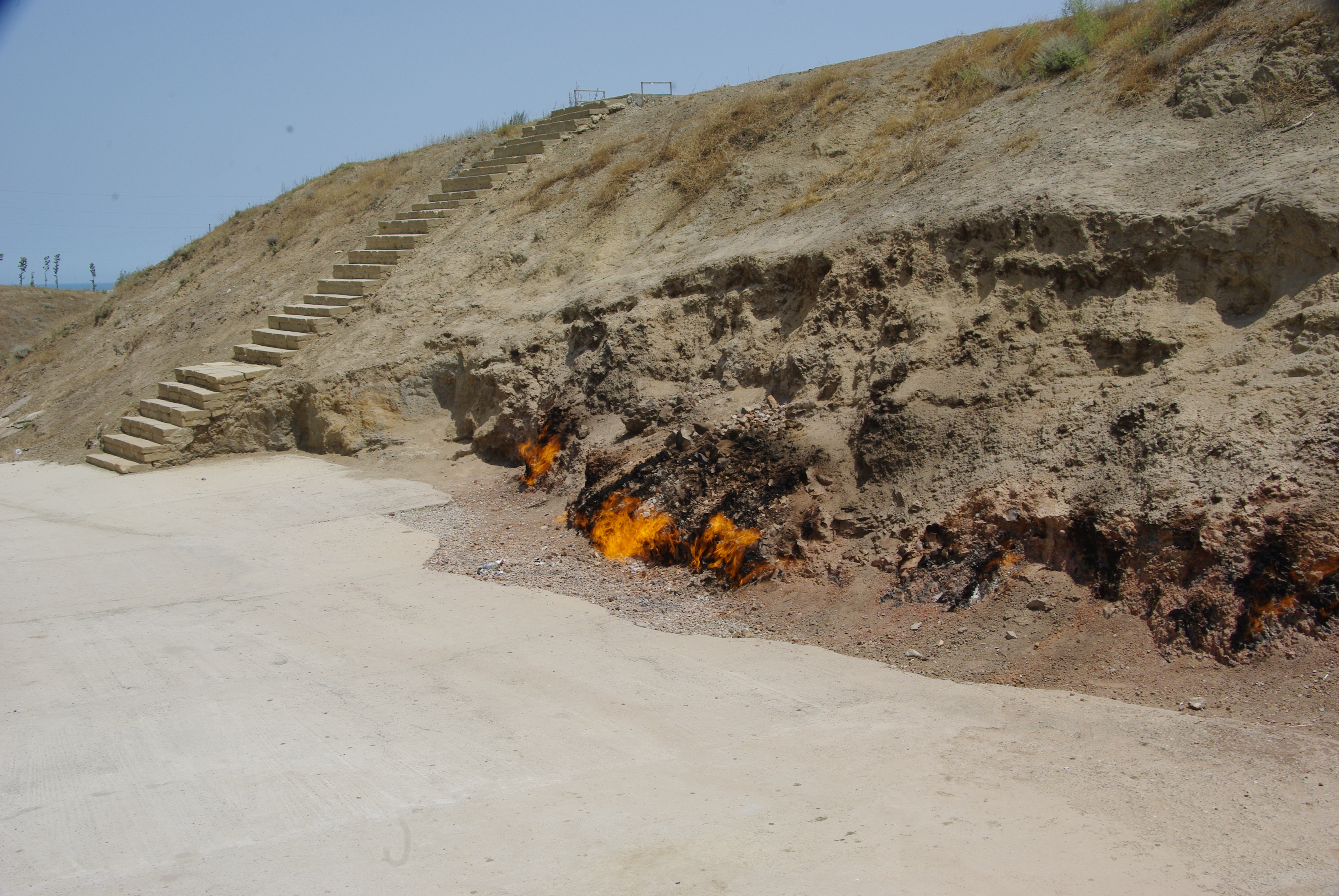
Yanar Dag durante il giorno

Il fuoco ha da sempre rappresentato un importante elemento della cultura dell'Azerbaigian, tanto che il paese è conosciuto con il soprannome di «terra del fuoco», e i suoi giacimenti di petrolio e gas naturale sono una parte fondamentale dell'economia del paese. Proprio il gas che fuoriesce da questi giacimenti è la causa di fuochi naturali come quello di Yanar Dag. In alcuni luoghi intorno a tali fuochi sono sorti dei templi, come il tempio zoroastriano Ateshgah nel distretto di Surakhani a Baku. 
Quando Marco Polo transitò per Baku durante il suo viaggio verso la Cina nel XIII secolo ebbe la possibilità di osservare diversi fuochi simili lungo la penisola di Abşeron e cinque secoli dopo lo scrittore Alexandre Dumas descrisse un simile fuoco naturale, osservato all'interno di un tempio zoroastriano, come «la cosa più interessante e affascinante, che non può essere osservata in nessun altro luogo».

## Cause geologiche
I giacimenti di gas naturale e petrolio sono strettamente collegati anche al fenomeno dei vulcani di fango, strutture che possono variare da poche decine di centimetri a centinaia di metri di altezza e alcuni chilometri di diametro che eruttano una fanghiglia composta da argilla e acqua. In Azerbaigian sono presenti circa 400 vulcani di fango, circa metà di quelli di tutto il continente asiatico. Questi vulcani non sono alimentati da una camera magmatica, ma il fango è generalmente spinto verso l'alto da bolle di gas naturale che risalgono verso la superficie. Per questo motivo non di rado nei pressi dei vulcani di fango sono presenti delle fuoriuscite di gas naturale che, se infiammate, possono bruciare anche per lungo tempo.
A Yanar Dag il fuoco è alimentato dal gas naturale che fuoriesce da un sottile strato di arenaria porosa situato al di sotto della collina. La sua particolarità è che, diversamente dai vulcani di fango, non vi sono emissioni di fango o altri liquidi e inoltre il gas fuoriesce dal terreno in modo continuo invece che intermittente, per cui il fuoco riesce ad ardere senza mai spegnersi.